# François-Julien Michel de La Morvonnais
François-Julien Michel de La Morvonnais (24 octobre 1754, Pleudihen - 20 mai 1815, Saint-Malo), est un homme politique français.

## Biographie
Homme de loi avant la Révolution, il y est nommé procureur-syndic en 1790.
En septembre 1791, il est élu député d'Ille-et-Vilaine à l'Assemblée législative.
Il est le père du poète Hippolyte de La Morvonnais.

## Sources
- « François-Julien Michel de La Morvonnais », dans Adolphe Robert et Gaston Cougny, Dictionnaire des parlementaires français, Edgar Bourloton, 1889-1891 [détail de l’édition]